# Lycium fremontii
Lycium fremontii ist eine Pflanzenart aus der Gattung der Bocksdorne (Lycium) in der Familie der Nachtschattengewächse (Solanaceae).

## Beschreibung
Lycium fremontii ist ein 1 bis 3 m hoher, kräftiger, verworren verzweigter Strauch. Seine Laubblätter sind drüsig behaart, 8 bis 35 mm lang und 2 bis 15 mm breit.
Die Blüten treten in zweierlei Gestalt auf und sind fünfzählig. Der Kelch ist röhrenförmig und unbehaart bis flaumhaarig behaart. Die Kelchröhre erreicht eine Länge von 4 bis 8 mm, die Kelchzipfel werden meist nur weniger als 1 mm lang, nur selten erreichen sie auch eine Länge von 2 mm. Die Krone ist kreisförmig bis breit eiförmig, dunkel lavendelfarben oder violett bis weiß und mit purpurnen Adern versehen. Die Länge der Kronröhre beträgt 8 bis 15 mm, die Länge der Kronlappen entspricht 1/4 bis 2/5 der Länge der Kronröhre. Die Staubfäden sind an der Basis des freistehenden Bereiches unbehaart bis dicht filzig behaart.
Die Frucht ist eine rote, langgestreckt-eiförmige Beere mit einer Länge von 5 bis 9 mm. Sie enthält 40 bis 60 Samen.
Die Chromosomenzahl beträgt 2n = 96 oder 120.

## Vorkommen
Die Art ist in Nordamerika verbreitet und kommt dort in den mexikanischen Bundesstaaten Baja California, Baja California Sur und Sonora, sowie in den US-amerikanischen Bundesstaaten Arizona und Kalifornien vor.

## Systematik

### Innere Systematik
Innerhalb der Art werden zwei Varietäten unterschieden:
- Lycium fremontii var. fremontii
- Lycium fremontii var. congestum C.L.Hitchc.

### Äußere Systematik
Innerhalb der Bocksdorne (Lycium) wird die Art nach phylogenetischen Untersuchungen in eine Klade mit anderen nord- und südamerikanischen Arten der Gattung gruppiert. Die Art ist nahe verwandt mit Lycium americanum, Lycium infaustum, Lycium exsertum, Lycium parishii, Lycium texanum, Lycium torreyi, Lycium berlandieri, Lycium andersonii, Lycium elongatum, Lycium athium und Lycium minimum.